# Productores de Música de España

Logo de Promusicae

Productores de Música de España (Promusicae) es una asociación que representa a la industria discográfica de España. Entre sus objetivos está defender los intereses de los productores y distribuidores de fonogramas y videogramas asociados. Su sede se encuentra en Madrid, concretamente en la calle de María de Molina.
Desde el 30 de abril de 2003, Antonio Guisasola es presidente de Promusicae, reemplazando a Carlos Grande.

## Historia
Promusicae nace en los años 1950 como representante de la IFPI en España bajo el nombre de Grupo Español de la Federación Internacional de la Industria Fonográfica, aunque no era oficialmente una asociación, ya que la legislación española durante el franquismo no reconoció el derecho de asociación hasta 1977. En 1978 se registró como asociación bajo el nombre Asociación Fonográfica Española (AFE). En 1982, con la aparición y popularización del vídeo musical, la AFE cambió su denominación a Asociación Fonográfica y Videográfica de España (AFYVE). Por último, en 2004 los asociados de AFYVE, mediante asamblea general, decidieron cambiar su denominación a la actual, Productores de Música de España (Promusicae).
Actualmente, Promusicae tiene como misión representar y defender los intereses de los productores musicales españoles ante la Administración pública y otros colectivos privados. Entre otras cosas, Promusicae se compromete a difundir en el mercado nacional e internacional la cultura musical española, crear canales de transparencia en el mercado fonográfico y, por lo tanto, servir como órgano de consulta, combatir la piratería y defender la producción de música junto con otros colectivos públicos y, por último, contribuir a la consolidación de la industria musical como medio importante de la economía española.

## Listas de ventas
Promusicae se encarga de la elaboración de listas de ventas en España; dichas listas muestran el conteo de los fonogramas y videogramas más vendidos en el país; entre los formatos que califica la lista hay álbumes, compilaciones, sencillos, lista de radio y DVD. Las listas elaboradas por Promusicae actualmente son:
- Top 100 Álbumes (Anexo:Álbumes más vendidos en España)
- Top 100 Canciones (Lista de sencillos número uno (España))
- Top 50 Radios
- Top 20 Recopilaciones
- Top 20 DVD

## Certificaciones
Promusicae es la encargada de otorgar las certificaciones de ventas discográficas en España, otorgando discos de oro y platino, siempre que lleguen a un mínimo de ventas requeridas. Desde enero de 2015, las certificaciones en canciones corresponden a la suma del streaming y ventas tanto físicas como digitales.
| Certificaciones | Antes del 1 de noviembre de 2005 | Antes del 6 de septiembre de 2009 | Antes del 1 de noviembre de 2011 | Desde el 1 de noviembre de 2011 |
| --------------- | -------------------------------- | --------------------------------- | -------------------------------- | ------------------------------- |
| Oro             | 50 000                           | 40 000                            | 30 000                           | 20 000                          |
| Platino         | 100 000                          | 80 000                            | 60 000                           | 40 000                          |

Como miembro de la IFPI, uno de los principales objetivos de Promusicae es endurecer las leyes de propiedad intelectual y combatir la piratería. En la actualidad es una de las principales organizaciones de lobby en contra del P2P en España.
Promusicae monitoriza redes P2P recopilando datos de los usuarios que descargan su música. En abril de 2005, Promusicae afirmaba estar monitorizando la red P2P de Kazaa y haber mandado mensajes a 10 000 usuarios con advertencias y amenazas legales. A principios de 2008, Promusicae solicitó vía judicial a Telefónica los datos personales de usuarios de Kazaa a los que había monitorizado para proceder a denunciarles. El caso llegó hasta el Tribunal de Justicia de la Unión Europea, el cual sentenció que Telefónica no tiene la obligación de ceder datos personales de sus usuarios a Promusicae.
En junio de 2008, Promusicae presentó una demanda por trece millones de euros contra Pablo Soto Bravo, creador de Blubster, Piolet y Manolito P2P, por competencia desleal. En diciembre de 2011, el Juzgado de lo Mercantil número 4 de Madrid desestima íntegramente la demanda y condena en costas a las demandantes.
Promusicae es uno de los fundadores de la Coalición de Creadores e Industrias de Contenidos, una asociación de empresas y entidades de gestión cuyo objetivo es cambiar la legislación en España para perseguir las descargas de contenidos protegidos por derechos de autor.

## Premios Odeón
Los Premios Odeón son galardones españoles instituidos en 2019 por la Asociación de Gestión de Derechos Intelectuales (AGEDI) en colaboración con Productores de Música de España (Promusicae), Sociedad General de Autores y Editores (SGAE), Fundación Autor y Sociedad de Artistas de España (AIE).